# حدوة الحصان الجبلية
حدوة الحصان الجبلية (باللاتينية: Hippocrepis monticola) نوع نباتي يتبع جنس حدوة الحصان من الفصيلة البقولية.

## الموئل والانتشار
ينتشر هذا النوع في جبال الأطلس في المغرب العربي.